# Quận Travis, Texas
Quận Travis (tiếng Anh: Travis County) là một quận trong tiểu bang Texas, Hoa Kỳ. Quận lỵ đóng ở thành phố Austin,6  Theo kết quả điều tra dân số năm  2000 của Cục điều tra dân số Hoa Kỳ, quận có dân số 974.365 người. Quận này thuộc vùng đô thị Austin-Round Rock. Quận được đặt tên theo William Barret Travis, chỉ huy của lực lượng quân Cộng hòa Texas tại trận the Alamo.

## Thông tin nhân khẩu
Theo điều tra dân số  6 của năm 2000, quận đã có dân số 812.280 người, 320.766 hộ gia đình, và 183.798 gia đình sống trong quận. Mật độ dân số là 821 người trên một dặm vuông (317/km ²). Đã có 335.881 đơn vị nhà ở với mật độ trung bình là 340 dặm vuông (131/km ²). Cơ cấu chủng tộc của quận là 68,21% người da trắng, 9,26% da đen hay Mỹ gốc Phi, 0,58% người Mỹ bản xứ, 4,47% người châu Á, 0,07% người đảo Thái Bình Dương, 14,56% các chủng tộc khác, và 2,85% từ hai hoặc nhiều chủng tộc. 28,20% dân số là người Hispanic hay Latino thuộc chủng tộc nào. 12,0% là của Đức, 7,7% tiếng Anh, Ailen 6,6% và 5,5% người Mỹ gốc theo điều tra dân số năm 2000. Tiếng Anh là ngôn ngữ duy nhất nói tại nhà bởi 71,42% tổng dân số 5 tuổi trở lên, trong khi 22,35% nói tiếng Tây Ban Nha, và ngôn ngữ Trung Quốc (bao gồm cả tiếng Hoa, tiếng Đài Loan, và tiếng Quảng Đông) được nói bởi 1,05% dân số.
Những năm 2005 người Mỹ cộng đồng Khảo sát tiến hành điều tra chỉ ra rằng 25,1% dân số quận Travis nói tiếng Tây Ban Nha trong nhà. [Sửa] Năm 2000 đã có 320.766 hộ gia đình, trong đó 29,30% có trẻ em dưới 18 tuổi sống chung với họ, 42,60 % là các cặp vợ chồng sống với nhau, 10,40% có chủ hộ là nữ không có mặt chồng, và 42,70% là không lập gia đình. 30,10% của tất cả các hộ gia đình đã được bao gồm các cá nhân và 4,40% có người sống một mình 65 tuổi trở lên. Bình quân mỗi hộ là 2,47 và cỡ gia đình trung bình là 3,15.
Phân bố độ tuổi của dân số là 23,80% ở độ tuổi dưới 18, 14,70% 18-24, 36,50% 25-44, 18,20% 45-64, 6,70% và độ tuổi 65 tuổi trở lên. Tuổi trung bình là 30 năm. Cứ mỗi 100 nữ có 104,90 nam giới. Cứ mỗi 100 nữ 18 tuổi trở lên, đã có 104,50 nam giới.
Thu nhập trung bình mỗi hộ gia đình trong quận đã được $ 46.761, và thu nhập trung bình cho mỗi gia đình là 58.555 USD. Nam giới có thu nhập trung bình $ 37.298 so với 30.452 $ cho phái nữ. Thu nhập trên đầu trong quận là 25.883 $. Giới 7,70% gia đình và 12,50% dân số sống dưới mức nghèo khổ, trong đó có 13,90% những người dưới 18 tuổi và 7,60% có độ tuổi từ 65 trở lên.
Quận Travis, cùng với các quận khác Texas, có một nơi có mức thuế đánh vào tài sản cao nhất. Năm 2007, quận được xếp hạng 37 trong nước Mỹ đối với thuế bất động sản về tỷ lệ phần trăm của giá trị nhà trên nhà có chủ. Danh sách này chỉ bao gồm các quận với dân số hơn 65.000 để cho độ chính xác .. Quận Travis cũng được xếp hạng trong top 100 với số tiền trả thuế bất động sản và cho tỷ lệ phần trăm thuế thu nhập. Một phần của điều này là do sự phức tạp của pháp luật Robin Hood kế hoạch tài chính trường mà tồn tại ở Texas.